# Radhamés Jiménez
Radhamés Jiménez Peña (10 de febrero de 1961 en Espaillat) es un abogado y político dominicano. Fue procurador general de la República Dominicana desde 2006 hasta 2012.

## Primeros años
Nació en la comunidad de Sabana de los Jiménez, la cual se encuentra entre una intersección que separa las provincias de La Vega, Salcedo y Espaillat respectivamente. La ciudad pertenece al municipio Cayetano Germosén en la provincia Espaillat.

## Carrera jurídica
Realizó sus estudios primarios en la Escuela Francisco Jiménez y secundarios en el Liceo Don Pepe Álvarez, en La Vega. En el año 1985 se doctora en Derecho en la Universidad Autónoma de Santo Domingo. En el año 1986 ingresa a la Oficina de Abogados de Abel Rodríguez del Orbe; manteniéndose en la misma hasta 1995 cuando conjuntamente con Leonel Fernández Reyna y Margarita Cedeño de Fernández pasa a fundar la oficina Fernández y Asociados, manteniendo un intenso ejercicio profesional del derecho en todo el país.
Fue articulista del periódico El Nacional desde 1985 a 1989, igualmente del Periódico Hoy desde 1989 a 1995; asimismo del periódico Listín Diario, escribiendo sobre diversos tópicos en el ámbito jurídico. En 1989 publicó un ensayo sobre las Pruebas Judiciales, en 1990 un ensayo sobre Responsabilidad por daños al Medio Ambiente. Publicó en 1997 su libro titulado Derecho Ambiental y Delito Ecológico en la República Dominicana y para el año 2001 escribió un ensayo sobre la Inconstitucionalidad de las Leyes, además ha participado como ponente en importantes foros nacionales e internacionales. 

## Carrera política
Ingresó a la vida política a través del Partido de la Liberación Dominicana en el año 1979, obteniendo la membresía en esa organización en 1981. Escaló todas las posiciones desde Secretario General de un comité de base, dirigente medio, fue vicesecretario de Asuntos Electorales durante 7 años; en el año 1998 es elegido al Comité Central, máximo organismo de dirección de ese partido. En el año 2000 fue elegido Secretario de Asuntos Jurídicos del partido y reelecto en el 2005 hasta el 2010. Es delegado político alterno ante la Junta central Electoral aunque en cuanto a sus funciones políticas se encuentra de licencia para cumplir con el cargo de procurador general.
En el primer gobierno de Leonel Fernández Reyna fue designado como director general aeroportuario en el año 1999, cargo que ocupó hasta el 16 de agosto del año 2000; fue en su gestión que se realizó el proceso de privatización de los aeropuertos del país, el cual se produjo sin ningún tipo de trauma y ha sido considerado por muchos un ejemplo para el mundo.
El 16 de agosto del año 2006, fue designado por el presidente Leonel Fernández como procurador general de la República. Es entonces cuando se propone el proceso de institucionalización y modernización del Ministerio Público y el Sistema Penitenciario Nacional de República Dominicana. Sus logros en ese aspecto le han merecido el reconocimiento de varios sectores especializados, tanto nacional como internacionalmente.

## Obras
- Derecho Ambiental y Delito Ecológico en la República Dominicana 1997